# Beatrice Colli
Beatrice Colli (Colico, 10 ottobre 2004) è un'arrampicatrice italiana.
Specialista dello speed, pratica anche boulder e lead, arrampicata in falesia e bouldering; vanta vari titoli italiani di categoria speed, di cui ha ritoccato più volte il record italiano. Tra il 2021 ed il 2022 è stata la prima italiana a ottenere due successi consecutivi ai Mondiali giovanili. È l'atleta più vincente della storia dell'arrampicata italiana specialità speed, avendo il primato di vittorie sia nel campionato italiano che in Coppa Italia.

## Biografia

### Esordi

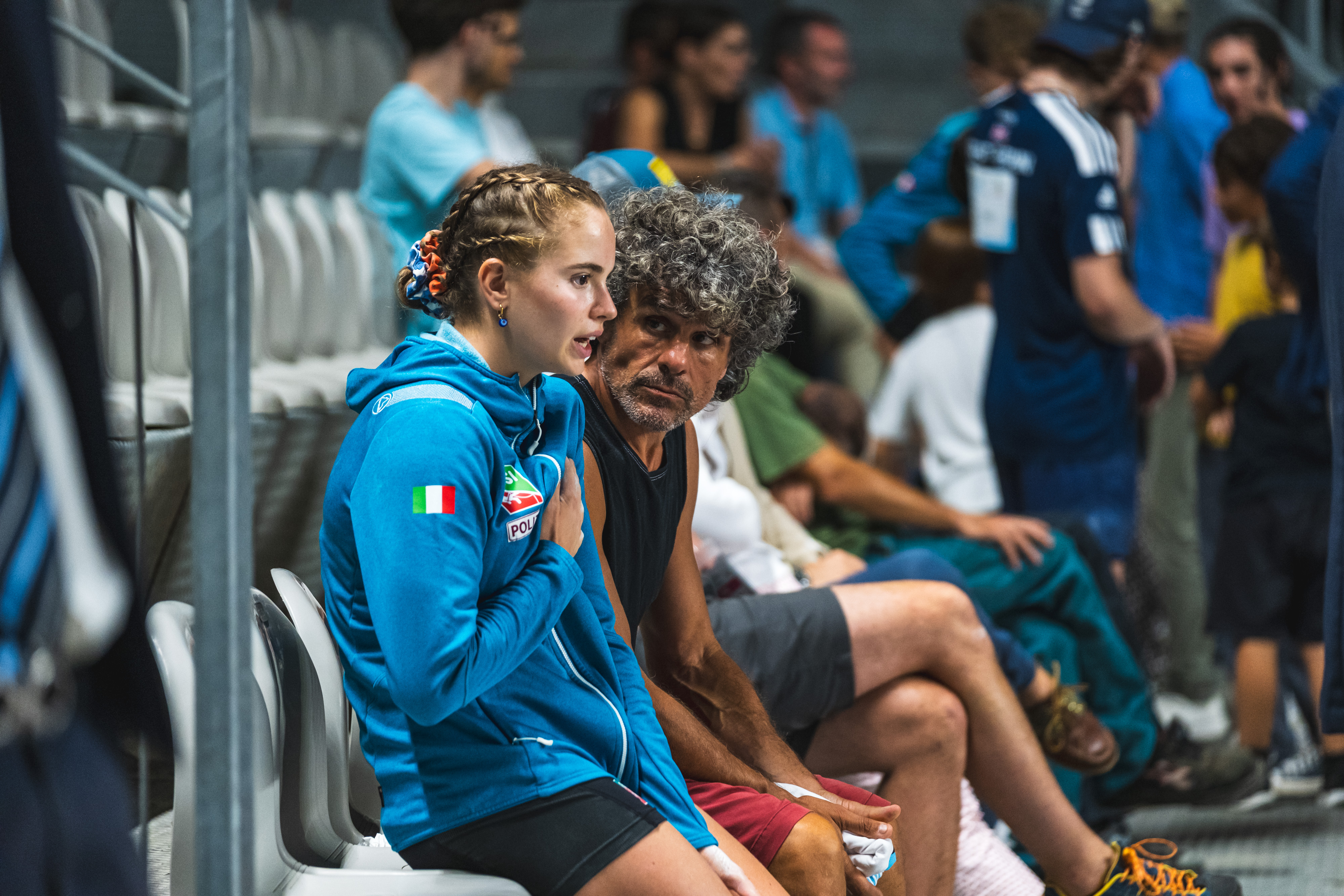
Beatrice Colli col tecnico Fabio Palma

Inizia ad arrampicare all’età di 10 anni; nel 2016 entra nella squadra agonistica dei Ragni di Lecco, sotto la guida del tecnico Fabio Palma. A 14 anni esordisce nella nazionale giovanile di tutte e tre le specialità di arrampicata e si afferma a livello senior, diventando vicecampionessa italiana speed, oltre che semifinalista in lead e boulder. L'anno seguente vince la Coppa Europa giovanile, segna il miglior tempo mondiale di categoria speed e si classifica ottava ai mondiali giovanili di Arco.
Nel 2020, in falesia, raggiunge per due volte il grado 8b; viene altresì convocata per i trials nazionali senior di speed e combinata boulder-lead. La stagione agonistica viene però fortemente limitata dalla pandemia di COVID-19..

### Internazionale
Nel 2021, raggiunti i sedici anni, diventa eleggibile per le gare senior internazionali: all'esordio stabilisce il suo primo record italiano di speed, diventando la prima italiana a scendere sotto gli 8", con 7"78.. Ad agosto 2021 è per la prima volta campionessa mondiale giovanile a Voronhez, in Russia, poi nelle 3 settimane successive ottiene la prima finale in una tappa di Coppa Italia lead, si piazza 12ª al campionato mondiale senior di speed a Mosca e vince il suo primo titolo italiano assoluto in speed.
Nel giugno 2022 si arruola nelle Fiamme Oro, il gruppo sportivo della Polizia di Stato, disputando nel contempo le sue prime gare di Coppa del Mondo. Issatasi al secondo posto nel ranking europeo junior di boulder, ad agosto si piazza nona all'Europeo senior di speed a Berlino, dopo essere entrata in finale col quinto tempo. 
Poco dopo vince il suo secondo titolo mondiale giovanile di speed a Dallas, centrando anche la semifinale nel boulder. Conclude l'anno agonistico con il suo secondo titolo italiano senior.

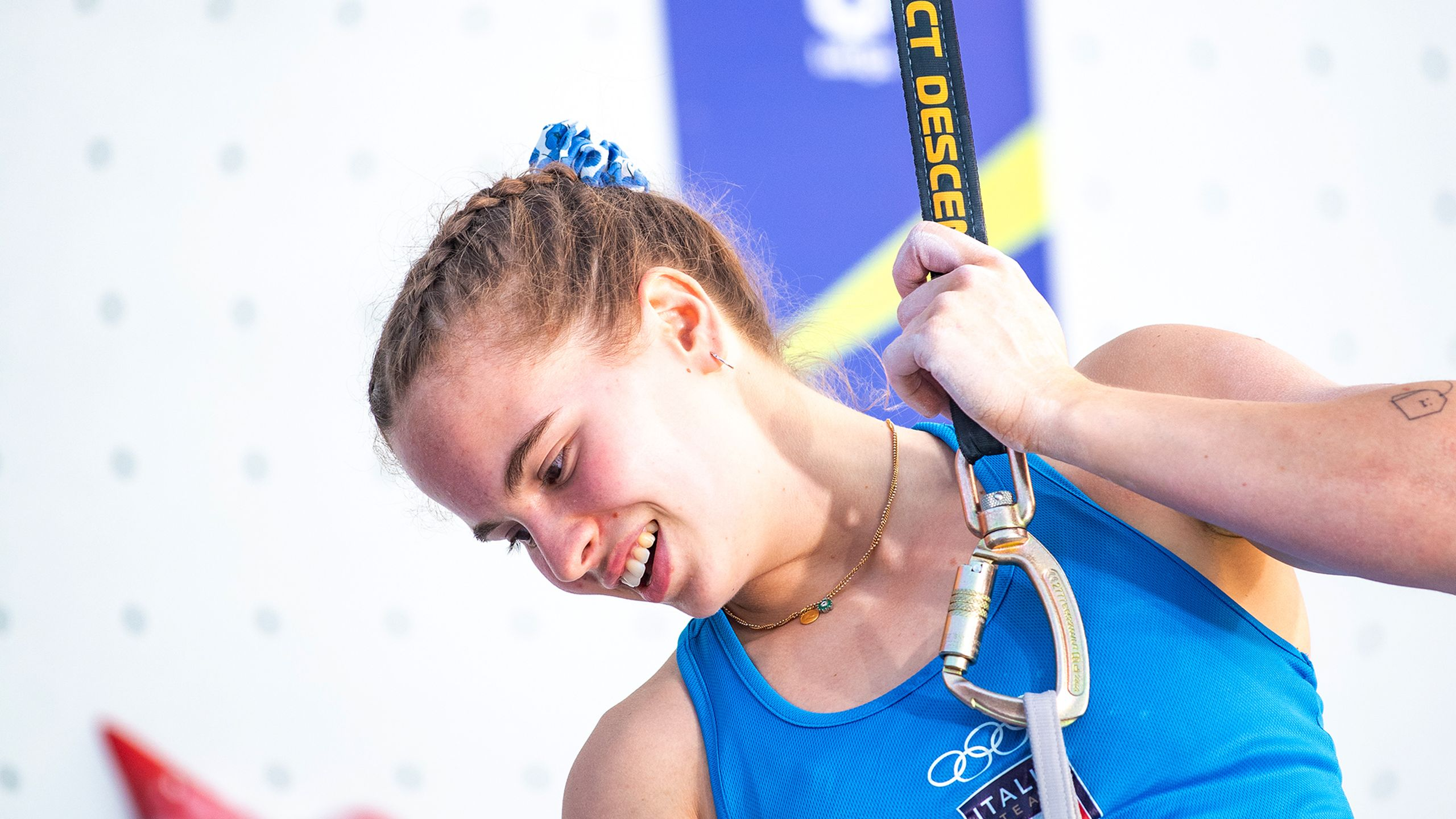
Beatrice Colli dopo aver abbattuto il muro dei 7" in speed

Nel 2023, issatasi tra le prime nel ranking italiano di tutte e tre le specialità d'arrampicata, ritocca più volte il primato italiano di speed, portandolo a 6"95, il che ne fa la prima italiana sotto i 7". Conquista poi il bronzo in speed agli Eurogames di Cracovia. Nel prosieguo della stagione, prende parte al campionato mondiale di speed a Berna, ove si ferma prima della final-16. È poi quinta alla prova di qualifica olimpica europea tenutasi al Foro italico di Roma il 15 settembre 2023.. Il 17 giugno 2024, al torneo preolimpico di Budapest, stacca il "pass" per l'Olimpiade di Parigi 2024, dove si piazza nona nello speed, stabilendo il nuovo record italiano con 6"84. Poco dopo, a fine agosto 2024, si piazza quarta al Campionato Europeo di Villars.
L'11 settembre 2024 viene operata al tallone sinistro per il morbo di Haglund, diagnosticatole nel 2020 e che le impediva di indossare scarpette convenzionali e di eseguire gesti fondamentali. Dopo un lungo stop che la costringe a saltare tutta la stagione italiana boulder, torna alle competizioni il 13 aprile 2025 con un quarto posto nella Coppa Italia Speed di Bologna. Il 27 aprile 2025 entra in finale con 7"11 nella qualifica di Coppa del Mondo di Wujang più veloce di sempre; nel prosieguo della stagione manca la finale della tappa di Coppa del Mondo a Bali, ma la raggiunge a Denver a fine maggio. Pochi giorni dopo torna su un podio internazionale, piazzandosi seconda nella tappa di Coppa Europa di Mezzolombardo. A luglio raggiunge le finali nelle tappe di Coppa del Mondo di Cracovia e Chamonix, quest'ultima nuova qualifica più veloce della storia, dove sigla 7"03 e 7"06. Una settimana dopo, torna sotto i 7" all'International Frießinger Bw Open, in Germania.

## Palmarès

### Risultati salienti

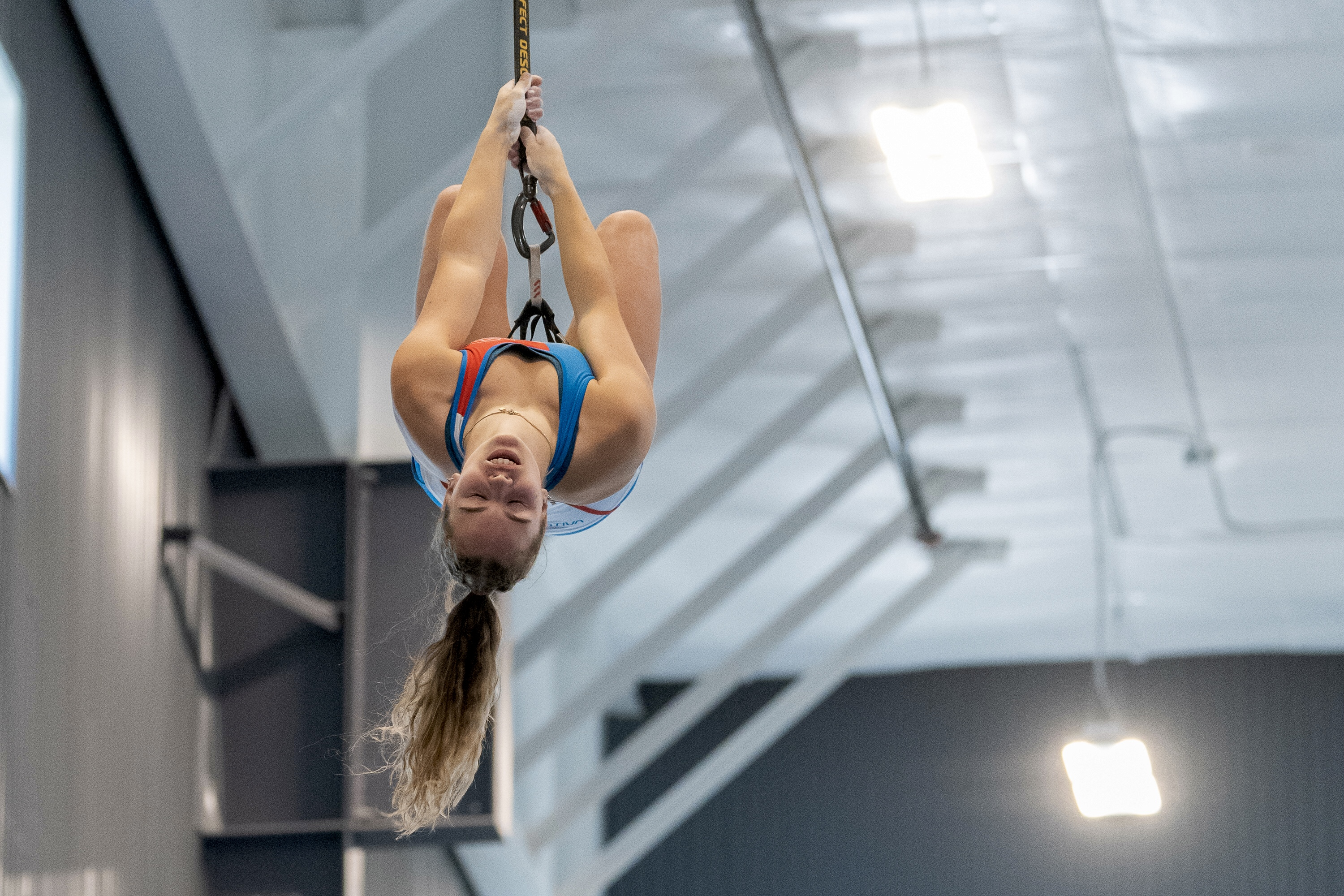
Beatrice Colli ai mondiali junior 2022

Beatrice Colli è l'unica atleta italiana ad aver conquistato podi in speed e un’altra specialità nello stesso anno (2024)
Speed - competizioni giovanili internazionali
- 2019 (Youth B):
  - Vincitrice di 2 tappe di Coppa Europa giovanile
  - Vincitrice trofeo generale Coppa Europa giovanile
- 2021 (Youth A):
  - Vincitrice di 2 tappe di Coppa Europa giovanile
  - Argento al Campionato europeo giovanile
  - Campionessa del mondo giovanile
- 2022 (Junior):
  - Campionessa del mondo giovanile

Speed - competizioni senior internazionali
- 2022: 11ª nella classifica generale di Coppa del Mondo
- 2023: 15ª nella classifica generale di Coppa del Mondo (miglior piazzamento: 4ª nella tappa di Villars)
- 2024: 10ª nella classifica generale di Coppa del Mondo

Speed - competizioni nazionali senior
- Campionessa italiana: 2021, 2022, 2023
- 2 volte vincitrice della Coppa Italia (record di vittorie di tappa in Coppa Italia: 8)

Boulder - competizioni giovanili internazionali
- 2021 (Youth A): 
  - Argento in una tappa di Coppa Europa giovanile

Boulder - competizioni senior internazionali
- 2023: Partecipazione a una tappa di Coppa del Mondo

Boulder - competizioni nazionali senior
- 2024: Bronzo in Coppa Italia Boulder

### Altri successi
- Campionati italiani under 20
  - 3 podi individuali (2 ori e 1 bronzo)
- Campionati italiani under 18
  - 2 podi individuali (1 oro e 1 argento)
- Campionati italiani under 16
  - 4 podi individuali (2 ori e 2 argenti)

## Filmografia
- From winning nothing to climbing champion, regia di Yuri Palma (2024)
- Dal sogno alla realtà, regia di Yuri Palma (2024)